# Cul-de-sac (filme)
Cul-de-sac (bra: Armadilha do Destino; prt: O Beco) é um filme britânico de 1966, estrelado por Donald Pleasence, Françoise Dorléac e Lionel Stander e dirigido por Roman Polanski.
Filmado em preto-e-branco, o thriller psicológico e segundo filme do cineasta polonês foi premiado com o Urso de Ouro no Festival de Berlim.

## Sinopse
O filme começa quando o bandido Dickie (Stander) empurra o carro quebrado a meio de uma área alagada, enquanto seu comparsa Albie (Jack MacGowran) jaz ferido por um tiro dentro dele, após um assalto mal sucedido. Surpreendidos pela maré crescente no local onde pararam, que começa a invadir a estreita estrada, notam estar num istmo e no único caminho para um castelo medieval em seu topo. Lá, vivem o afeminado e neurótico George (Pleasence) e sua jovem e voluptuosa mulher Teresa (Dorléac).
Dickie então vai até o castelo, rende o casal, e os toma como reféns, enquanto espera ajuda para seu companheiro ferido que será trazida pelo misterioso chefe Katelbach.

## Elenco
- Donald Pleasence - George
- Lionel Stander - Dickie
- Françoise Dorléac - Teresa
- Jack MacGowran - Albie
- William Franklyn - Cecil
- Jacqueline Bisset - Jacqueline
- Ian Quarrier - Christopher
- Robert Dorning - Philip Fairweather
- Marie Kean - Marion Fairweather

## Estilo
Recebido com grandes elogios da crítica quando de seu lançamento, o filme tem sido comparado em tom e tema com trabalhos de Harold Pinter e Samuel Beckett. Como o filme anterior de Polanski, Repulsa ao Sexo, ele explora os temas do terror, frustração sexual e alienação, caracaterística de vários dos filmes do diretor, como os posteriores O Bebê de Rosemary e  O Inquilino. Jack MacGowran, que também viria a trabalhar com Polanski em A Dança dos Vampiros, era um usual ator das peças de teatro de Beckett.

## Produção
Armadilha do Destino foi filmado em 1965 na ilha de Lindsfarne, na costa de Northumberland, norte da Inglaterra. O pequeno castelo da locação hoje é público e aberto a visitas de turistas. A atriz francesa Françoise Dorléac, irmã de Catherine Deneuve, morreria num acidente de automóvel apenas um ano depois do lançamento do filme. Jacqueline Bisset, creditada como 'Jackie' Bisset, faz um pequeno papel sensual em seu segundo filme.